# Gylla crotalistria
Gylla crotalistria är en fjärilsart som beskrevs av Felix Bryk 1953. Gylla crotalistria ingår i släktet Gylla och familjen björnspinnare. Inga underarter finns listade i Catalogue of Life.